# Rhinortha chlorophaea
La malcoa di Raffles o malcoha di Raffles  (Rhinortha chlorophaea Raffles, 1822), è un uccello della famiglia dei Cuculidae e unico rappresentante del genere Rhinortha.

## Sistematica
Rhinortha chlorophaea viene talvolta posta nel genere Phaenicophaeus.
Non ha sottospecie, è monotipica.

## Distribuzione e habitat
Questo uccello vive in Myanmar, Thailandia, Malaysia, Brunei e Indonesia. Su Singapore è estinto.